# Dmytro Cyrul
Dmytro Eduardowycz Cyrul (ukr. Дмитро Едуардович Цируль; ur. 3 stycznia 1979 w Głazowie, ZSRR) – ukraiński hokeista, reprezentant Ukrainy.
Jego ojciec Eduard (1954-2009) także był hokeistą.

## Kariera
- Dinamo 2 Moskwa (1995-1998)
- Sokił Kijów (1998-1999)
- Krylja Sowietow Moskwa / Krylja Sowietow 2 Moskwa (1998-1999)
- Sokił Kijów (1999-2000)
- Kristałł Saratów (2002-2002)
- Krylja Sowietow Moskwa (2002-2003)
- Barwinok Charków (2003)
- Torpedo Niżny Nowogród (2003)
- Kristałł Saratów (2003-2005)
- Traktor Czelabińsk (2005-2006)
- Chimik Woskriesiensk (2006-2007)
- Sokił Kijów (2007-2011)
- Donbas Donieck (2011-2012)

Wychowanek klubu Drużba-78 Charków. W 2011 przerwał karierę zawodniczą i został agentem hokejowym.
Z kadrami juniorskimi Ukrainy grał w turniejach mistrzostw Europy juniorów do lat 18 w 1997, mistrzostw świata juniorów do lat 20 edycji 1999 (Grupa B). Brał udział w turnieju zimowej uniwersjady edycji 1999. W seniorskiej reprezentacji Ukrainy uczestniczył w turniejach mistrzostw świata w 2002, 2004, 2005, 2007 (Elita), 2008, 2009, 2010, 2011 (Dywizja I).

## Sukcesy
Reprezentacyjne
- Złoty medal zimowej uniwersjady: 1999

Klubowe
- Złoty medal Wschodnioeuropejskiej Ligi Hokejowej: 1999 z Sokiłem Kijów
- Puchar Wschodnioeuropejskiej Ligi Hokejowej: 1999 z Sokiłem Kijów
- Srebrny medal Wschodnioeuropejskiej Ligi Hokejowej: 2000 z Sokiłem Kijów
- Złoty medal mistrzostw Ukrainy: 2008, 2009, 2010 z Sokiłem Kijów
- Srebrny medal mistrzostw Ukrainy: 2011 z Sokiłem Kijów
- Złoty Wysszaja Liga: 2006 z Traktorem Czelabińsk
- Awans do Superligi: 2006 z Traktorem Czelabińsk
- 1/8 finału mistrzostw Rosji: 2008 z Sokiłem Kijów

Indywidualne
- Mistrzostwa Europy juniorów do lat 18 w hokeju na lodzie 1997: skład gwiazd turnieju[3]